# Cynosura
Cynosura (gr. Κυνόσουρα "hundehale") var i den Græske mytologi en nymfe. 
Ifølge legenden opfostrede hun Zeus og gemte ham fra hans fader Kronos. Da hun døde, satte Zeus i taknemmelighed hende på himlen som polarstjernen.